# Sali di xantilio
I sali di xantilio sono dei sali di ossonio ottenibili dagli xanteni mediante ossidazione. Tutti e tre gli anelli presenti nei sali di xantilio sono aromatici. Questi sali venivano in passato utilizzati come coloranti, tuttavia possiedono scarsa stabilità chimica, pertanto tendono attualmente ad essergli preferiti dei coloranti più duraturi e stabili.